# Alexej Jemelin (lední hokejista)
Alexej Vjačeslavovič Jemelin (* 25. dubna 1986 Toljatti) je bývalý ruský hokejový obránce.

## Hráčská kariéra
Hokejovou kariéru začínal v rodném městě za klub HK Lada Toljatti, kde působil až do roku 2003. Po sezóně odešel do týmu CSK VVS Samara, který hrál druhou nejvyšší ligu, po uplynutí sezóny se vrátil zpět do Toljatti. V roce 2004 byl draftován ve třetím kole z 84. místa týmem Montreal Canadiens. V ročníku 2004/05 debutoval v ruské Superlize za svůj mateřský klub HC Lada Toljatti, za který si zahrál playoff ale prohráli ve finále. Po dalších dvou letech strávených v Toljatti, se v létě 2007 upsal protějšímu týmu Ak Bars Kazaň. Za Kazaň v sezoně 2008/09 poprvé vyhráli trofej Gagarinův pohár. Tento úspěch zopakovali i v následující sezóně. 18. května 2011 podepsal roční dvoucestný kontrakt s Montreal Canadiens za 984 tisíc dolarů. Jako nováček v NHL odehrál z 82 zápasů 67, ve kterých nasbíral sedm kanadských bodů. Po vypršení smlouvy se s Canadiens dohodli na prodloužení smlouvy, podepsal na dva roky. Sezóna 2012/13 v NHL nezačala a jelikož byla výluka, dohodl se s ruským klubem Ak Bars Kazaň. Po skončení výluky se vrátil zpět do klubu Canadiens. Na konci října 2013 podepsal čtyřletý kontrakt s Canadiens. Během období v Montrealu Canadiens byl stabilním hráčem v hlavní sestavě. Nechyběl tak ani v důležitých zápasech v playoff 2013/14 a 2014/15. Po vypršení kontraktu byl navržen na Expansion Draft, kterým byl nakonec vybrán novým klubem Vegas Golden Knights v pořadí číslem 24. Jeho hráčská práva tak převzal Vegas Golden Knights, za které neodehrál žádný zápas protože byl po pár dnech vyměněn do Nashville Predators za výběr třetího kola draftu v roce 2019. Oproti předchozímu klubu vydržel v Nashvillu pouze jeden rok, po vypršení smlouvy nedostal nabídku na prodloužení a žádný z klubů NHL po něm nesáhl rozhodl se pro návrat do KHL. 2. září 2018 se dohodl na tříleté smlouvě s ruským klubem Avangard Omsk. Hned v prvním roce za tým Avangard dokráčel do finále playoff, ve kterém nestačili nad celkem HC CSKA Moskva. Ve druhé sezoně byl jmenován kapitánem mužstva. A Avangardu Omsk strávil celkem čtyři sezony, v letech 2019-2021 působil jako kapitán mužstva. 26. července 2022 se dohodl s běloruským týmem HK Dinamo Minsk na jednoleté smlouvě jako volný hráč. V Dinamu Minsk byl zvolen kapitánem týmu. Kariéru ale neukončil v běloruském Dinamu Minsk, 19. prosince 2022 odešel do Spartaku Moskva, kde odehrál poslední zápasy své kariéry.

## Ocenění a úspěchy
- 2006 MSJ – Nejlepší nahrávač na pozici obránce
- 2006 MSJ – Nejvíce bodů na pozici obránce
- 2010 MS – Nejtrestanější hráč

## Prvenství

### KHL
- Debut - 3. září 2008 (Ak Bars Kazaň proti Avangard Omsk)
- První asistence - 3. září 2008 (Ak Bars Kazaň proti Avangard Omsk)
- První gól - 3. března 2009 (Ak Bars Kazaň proti Barys Astana, finskému brankáři Fredriku Norrenovi)

### NHL
- Debut - 9. října 2011 (Winnipeg Jets proti Montreal Canadiens)
- První asistence - 6. prosince 2011 (Montreal Canadiens proti Columbus Blue Jackets)
- První gól - 25. ledna 2012 (Montreal Canadiens proti Detroit Red Wings, americkému brankáři Jimmymu Howardovi)

## Klubové statistiky
| Sezóna       | Klub                | Soutěž       |     | Základní část | Základní část | Základní část | Základní část | Základní část |    | Play off | Play off | Play off | Play off | Play off |
| Sezóna       | Klub                | Soutěž       | Z   | G             | A             | B             | TM            | Z             | G  | A        | B        | TM       |          |          |
| 2003/2004    | CSK VVS Samara      | RSL-2        | 53  | 2             | 4             | 6             | 198           | —             | —  | —        | —        | —        |          |          |
| 2004/2005    | HK Lada Toljatti    | RSL          | 12  | 0             | 1             | 1             | 24            | 2             | 0  | 0        | 0        | 2        |          |          |
| 2005/2006    | HK Lada Toljatti    | RSL          | 44  | 6             | 6             | 12            | 131           | 6             | 0  | 1        | 1        | 47       |          |          |
| 2006/2007    | HK Lada Toljatti    | RSL          | 43  | 2             | 5             | 7             | 74            | 3             | 0  | 0        | 0        | 4        |          |          |
| 2007/2008    | Ak Bars Kazaň       | RSL          | 56  | 0             | 4             | 4             | 123           | 10            | 0  | 1        | 1        | 10       |          |          |
| 2008/2009    | Ak Bars Kazaň       | KHL          | 51  | 0             | 3             | 3             | 58            | 7             | 1  | 0        | 1        | 10       |          |          |
| 2009/2010    | Ak Bars Kazaň       | KHL          | 46  | 1             | 6             | 7             | 50            | 22            | 5  | 8        | 13       | 24       |          |          |
| 2010/2011    | Ak Bars Kazaň       | KHL          | 52  | 11            | 15            | 26            | 117           | 9             | 0  | 0        | 0        | 4        |          |          |
| 2011/2012    | Montreal Canadiens  | NHL          | 67  | 3             | 4             | 7             | 30            | —             | —  | —        | —        | —        |          |          |
| 2012/2013    | Ak Bars Kazan       | KHL          | 24  | 2             | 7             | 9             | 40            | —             | —  | —        | —        | —        |          |          |
| 2012/2013    | Montreal Canadiens  | NHL          | 38  | 3             | 9             | 12            | 33            | —             | —  | —        | —        | —        |          |          |
| 2013/2014    | Montreal Canadiens  | NHL          | 59  | 3             | 14            | 17            | 59            | 15            | 0  | 2        | 2        | 4        |          |          |
| 2014/2015    | Montreal Canadiens  | NHL          | 68  | 3             | 11            | 14            | 59            | 12            | 0  | 2        | 2        | 10       |          |          |
| 2015/2016    | Montreal Canadiens  | NHL          | 72  | 0             | 12            | 12            | 71            | —             | —  | —        | —        | —        |          |          |
| 2016/2017    | Montreal Canadiens  | NHL          | 76  | 2             | 8             | 10            | 71            | 2             | 1  | 0        | 1        | 2        |          |          |
| 2017/2018    | Nashville Predators | NHL          | 76  | 1             | 8             | 9             | 40            | 10            | 0  | 0        | 0        | 0        |          |          |
| 2018/2019    | Avangard Omsk       | KHL          | 48  | 5             | 14            | 19            | 20            | 19            | 1  | 4        | 5        | 20       |          |          |
| 2019/2020    | Avangard Omsk       | KHL          | 16  | 0             | 1             | 1             | 51            | 6             | 2  | 1        | 3        | 6        |          |          |
| 2020/2021    | Avangard Omsk       | KHL          | 59  | 6             | 15            | 21            | 73            | 12            | 1  | 2        | 3        | 4        |          |          |
| 2021/2022    | Avangard Omsk       | KHL          | 43  | 2             | 6             | 8             | 35            | 13            | 2  | 3        | 5        | 6        |          |          |
| 2022/2023    | HK Dinamo Minsk     | KHL          | 38  | 0             | 9             | 9             | 22            | —             | —  | —        | —        | —        |          |          |
| 2022/2023    | HK Spartak Moskva   | KHL          | 21  | 0             | 3             | 3             | 6             | —             | —  | —        | —        | —        |          |          |
| Celkem v KHL | Celkem v KHL        | Celkem v KHL | 398 | 27            | 80            | 107           | 447           | 88            | 12 | 18       | 30       | 74       |          |          |
| Celkem v NHL | Celkem v NHL        | Celkem v NHL | 456 | 15            | 66            | 81            | 363           | 39            | 1  | 4        | 5        | 16       |          |          |

## Reprezentace
| Rok                       | Tým                       | Soutěž                    | Z  | G | A | B  | TM |
| ------------------------- | ------------------------- | ------------------------- | -- | - | - | -- | -- |
| 2004                      | Rusko 18                  | MS-18                     | 6  | 0 | 0 | 0  | 10 |
| 2005                      | Rusko 20                  | MSJ                       | 6  | 1 | 0 | 1  | 8  |
| 2006                      | Rusko 20                  | MSJ                       | 6  | 2 | 5 | 7  | 39 |
| 2007                      | Rusko                     | MS                        | 9  | 1 | 2 | 3  | 6  |
| 2010                      | Rusko                     | MS                        | 9  | 1 | 1 | 2  | 33 |
| 2011                      | Rusko                     | MS                        | 9  | 0 | 0 | 0  | 29 |
| 2012                      | Rusko                     | MS                        | 9  | 2 | 2 | 4  | 4  |
| 2016                      | Rusko                     | MS                        | 10 | 0 | 1 | 1  | 25 |
| 2016                      | Rusko                     | SP                        | 4  | 0 | 1 | 1  | 0  |
| Juniorská kariéra celkově | Juniorská kariéra celkově | Juniorská kariéra celkově | 18 | 3 | 5 | 8  | 57 |
| Seniorská kariéra celkově | Seniorská kariéra celkově | Seniorská kariéra celkově | 50 | 4 | 7 | 11 | 97 |